# 420 (대마초 문화)
420, 4:20 또는 4/20(four-twenty)은 마리화나 및 해시시 소비, 특히 오후 4시 20분(16:20) 무렵 흡연을 가리키는 대마초 문화 속어이다. 이는 또한 매년 4월 20일(미국 및 캐나다 날짜 형식에서는 4월 20일)에 열리는 대마초 관련 축하 행사를 의미한다.

## 기원
1971년 샌러펠 (캘리포니아주)의 고등학생 5명이 재배자가 만든 보물 지도를 바탕으로 버려진 대마초 작물을 찾으려는 계획과 관련하여 "4시 20분"이라는 용어를 사용했다. 자신들을 왈도(Waldos)라고 부르던 다섯 명의 학생(스티브 캐퍼(Steve Capper), 데이브 레딕스(Dave Reddix), 제프리 노엘(Jeffrey Noel), 래리 슈워츠(Larry Schwartz), 마크 그라비치(Mark Gravich))은 그들의 일반적인 모임 장소가 "학교 밖 벽"이었기 때문에 루이 파스퇴르 동상을 기념하여 지정했다. 샌러펠 고등학교를 모임 장소로, 모임 시간은 오후 4시 20분이다. 왈도스는 "4:20 루이스"("4:20 Louis")라는 문구로 이 계획을 언급했다. 작물을 찾으려는 시도가 여러 번 실패한 후 그룹은 결국 문구를 "4:20"으로 줄였고, 이는 궁극적으로 십대들이 대마초 소비를 지칭하는 데 사용하는 암호로 발전했다.
하이타임스(High Times)의 스티븐 헤이거(Steven Hager)는 왈도스의 이야기를 대중화했다. 하이타임스에서 4시 20분 흡연과 4/20 휴일에 대한 최초의 언급은 1991년 5월에 나타났으며 이 용어의 유래를 경찰 규정으로 오인했다. 이것과 다른 가짜 잘못된 기원 이야기가 일반화되었다. 왈도스와의 연결은 1998년 12월에 나타났다. 헤이거는 "왈도 레딕스가 그레이트풀 데드의 베이시스트 필 레시(Phil Lesh)의 로디가 된 이후 이 문구가 그레이트풀 데드 추종자들에게 일찍 확산되었다고 생각하고 오후 4시 20분을 대마초를 소비하는 것이 사회적으로 허용되는 시간이다.
또 다른 산 라파엘 그룹은 이 용어가 왈도스 이전에 유래되었다고 주장한다.
1989년에 창설된 하이타임스와 관련된 개혁 조직인 캐너비스 액션 네트워크(Cannabis Action Network)는 420에 기부하고 4월 20일을 정치적, 문화적 항의 요소로 표시하고 해당 날짜에 집회를 조직하고 다른 그룹이 다른 행사를 준비하도록 지원한 것으로 종종 알려져 있다.